# 卡利松糖
卡利松糖（法語：Calisson）是一種傳統的法國糖果，由蜜餞（通常是甜瓜和橙子）和杏仁糊製成，上面舖有一層薄薄的糖霜。其質地與扁桃仁膏相似，但帶有一種果味濃郁的瓜味。外型通常是菱形，長度通常約為5厘米。卡利松糖被認為起源於中世紀的意大利，不過現今最著名的產地是法國普羅旺斯艾克斯（Aix-en-Provence）鎮。